# شناتال علیا
شنتال علیا، روستایی است از توابع بخش کوهسار و در شهرستان سلماس استان آذربایجان غربی ایران. یک روستای مهندس پرور

## جمعیت
این روستا در دهستان چهریق قرار داشته و بر اساس سرشماری سال ۱۳۸۵ جمعیت آن ۳۵۹نفر (۶۷ خانوار) 
بوده است.